# Habib Essid
Habib Essid es un político tunecino nacido el 1 de junio de 1949 en Susa (Túnez). Fue elegido primer ministro de Túnez tras la dimisión de Mehdi Jomaa el 6 de febrero de 2015, siendo presidente de la nación Béji Caïd Essebsi. Ocupó el cargo de primer ministro hasta el 27 de agosto de 2016. En 2011 había sido ministro del Interior.

## Biografía
Nacido en Sousse en 1949, Essid obtuvo su maestría en economía de la Universidad de Túnez y agregó un programa de maestría en economía agrícola de la Universidad de Minnesota.
Comenzó su carrera en el sector público, especialmente en el Ministerio de Agricultura. En 1993, fue nombrado director de gabinete en el Ministerio de Agricultura, permaneciendo en ese puesto hasta 1997. Más tarde se desempeñó como director de gabinete en el Ministerio del Interior. En 2001, fue nombrado secretario de Estado para la Pesca y más tarde como secretario de Estado para el Medio Ambiente. De 2004 a 2010, Habib Essid fue director Ejecutivo del Consejo Oleícola Internacional, con sede en Madrid.
Después de la Revolución tunecina, fue nombrado ministro del Interior en el gobierno del primer ministro Beji Caid Essebsi el 28 de marzo de 2011. Hamadi Jebali también lo eligió para ser su Asesor de seguridad después de las elecciones del 23 de octubre de 2011 .
El 5 de enero de 2015, Nidaa Tounes designó a Essid como jefe de Gobierno y se le pidió que formara un nuevo gobierno. 
Inicialmente, formó un gobierno compuesto por dos partidos políticos: Nidaa Tounes y la Unión Patriótica Libre . Tras el anuncio, todos los partidos políticos excluidos rechazaron la formación, dejando a Essid por debajo de los 109 escaños necesarios para obtener confianza. 
El 2 de febrero de 2015, el recién nombrado jefe de Gobierno anunció un nuevo gobierno de coalición inclusivo cuyos miembros incluyen representantes del partido islamista Ennahda y los partidos seculares Nidaa Tounes, la Unión Patriótica Libre y los liberales de Afek Tounes. El 5 de febrero de 2015, el gabinete de Essid fue aprobado por el parlamento. El gabinete fue juramentado al día siguiente.
El 26 de junio de 2015, después de los ataques de Sousse de 2015 , Essid prometió cerrar 80 mezquitas dentro de la semana. La industria del turismo, antes del ataque del Museo Nacional del Bardo en marzo , representó el siete por ciento del PIB de Túnez y casi 400,000 empleos directos e indirectos. El gobierno también planea tomar medidas enérgicas contra la financiación de ciertas asociaciones como una medida para contrarrestar otro ataque.